# Défilé militaire
Ne doit pas être confondu avec Relève de la garde.
Un défilé militaire ou parade militaire est une formation de soldats dont les choix des déplacements et des mouvements sont restreints. Il peut s'agir d'une forme de défilé. La parade militaire est maintenant essentiellement cérémonielle. Elle peut ou non être précédée par une prise d'armes. Les défilés peuvent aussi jouer un rôle de propagande, quand ils sont utilisés pour exhiber la force militaire apparente d'une nation.

## Histoire
La terminologie vient des anciennes méthodes de combat dans lesquelles les soldats était tenus dans des formations très strictes pour maximiser leur effectivité dans le cadre du drill. La formation de combat était vue comme une alternative à une mêlée, et nécessitait une discipline militaire plus stricte et un commandement compétent. Tant que la formation pouvait être maintenue, les soldats « civilisés » pouvaient maintenir un avantage significatif sur leurs opposants moins bien organisés.
Bien que les armées modernes se soient tournées vers des techniques de guérilla et aient abandonné l'usage de formations, des parades se perpétuent en temps de paix à l'occasion de cérémonies et pour l'encouragement de la discipline.

## Triomphe romain

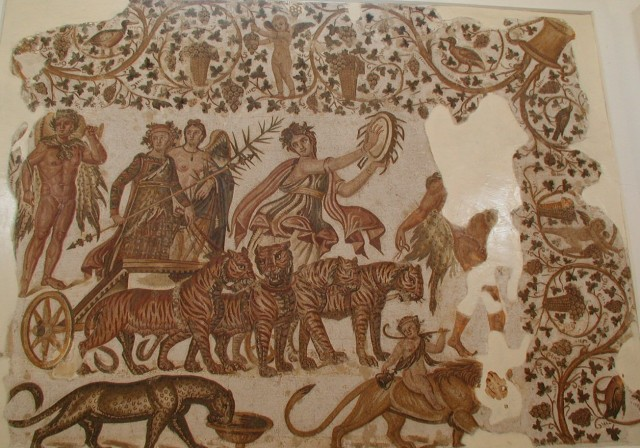
Triomphe de Bacchus

Le Triomphe, en latin « Triumphus », était une cérémonie romaine au cours de laquelle un général vainqueur défilait dans Rome à la tête de ses troupes. À défaut de ce triomphe majeur, un général vainqueur pouvait recevoir une ovatio (ovation). À partir d'Auguste, le triomphe est réservé à l'empereur et à la famille impériale.

## Défilés militaires en Amérique

### Argentine

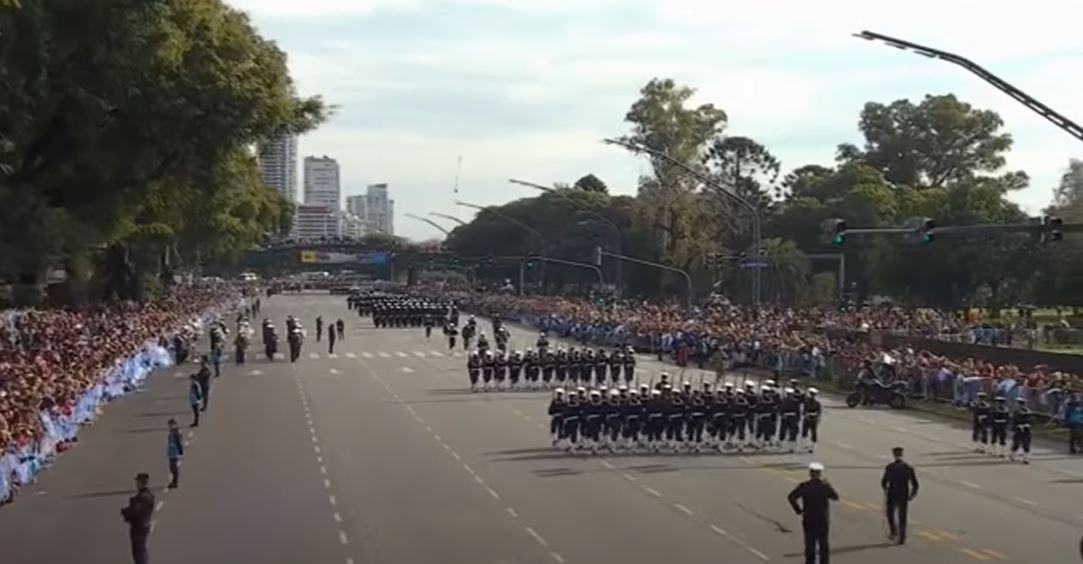
Défilé de l'armée argentine, le 9 juillet 2019 à Buenos Aires

Les Forces armées de la république d'Argentine (Fuerzas Armadas de la República Argentina ou FA en espagnol) défilent chaque année, le 9 juillet, pour célébrer la Fête nationale ou Jour de l'indépendance (Día de la Independencia Argentina), sur l'avenue Del Libertador, à Buenos Aires.
Le défilé militaire argentin a une particularité : contrairement aux défilés militaires de nombreux autres pays où les soldats à pieds défilent en carré compact sur plusieurs rangs avec les effectifs d'une compagnie, d'un bataillon, voire d'un régiment, les soldats argentins défilent le plus souvent sur seulement deux rangs, avec 6 à 12 soldats par rang.

### Brésil

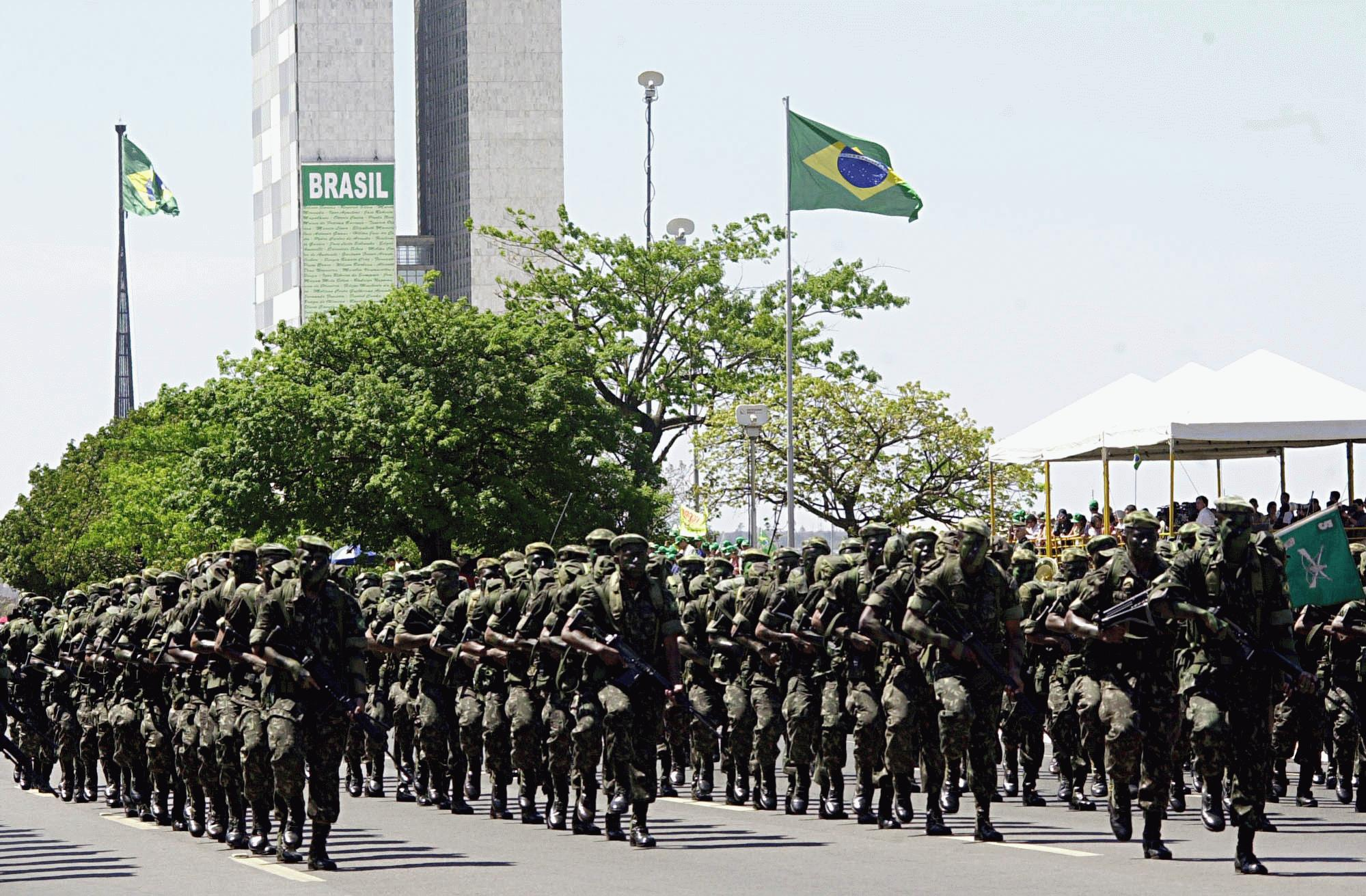
L'armée brésilienne, 7 septembre 2013

Chaque 7 septembre, les Forces armées brésiliennes défilent à Brasilia, capitale du pays, pour célébrer la Fête nationale, commémorant le Jour de l'indépendance (Dia da Independência ou Dia da Pátria en portugais).
Le défilé militaire se déroule sur l’esplanade des Ministères, à Brasilia.
Le Brésil est un pays qui ne fait pas défiler seulement ses militaires chaque 7 septembre. Les enfants des écoles de la capitale, les étudiants et même des écoles de samba donnent une coloration de jeunesse et de fête à la parade officielle qui commémore l’indépendance du pays. 

### Canada

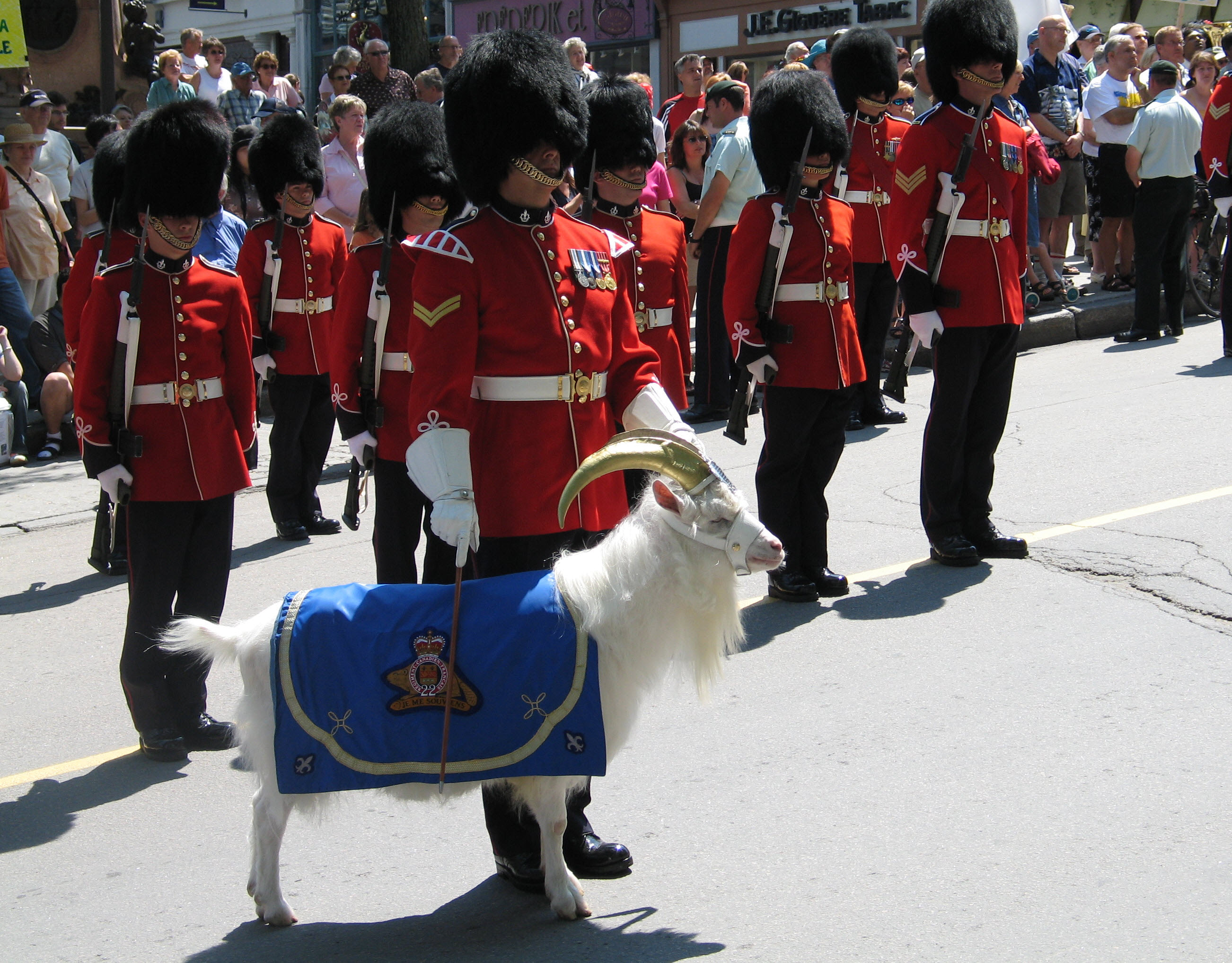
Le Royal 22e Régiment des Forces armées canadiennes, devant l'Hôtel de ville de Québec à l'occasion du 398e anniversaire de la fondation de la ville, le 3 juillet 2006.

Au Canada, il n'y a pas de défilé militaire pour célébrer la Fête nationale le 1er juillet.   
En revanche, les Forces armées canadiennes participent à des défilés militaires tels que le Trooping the Colour qui se déroule non seulement à Londres mais aussi à Ottawa, et à des défilés spéciaux pendant les années jubilaires du monarque ou d'une fondation nationale.   
Le personnel des Forces armées canadiennes, ainsi que les organisations de cadets du Canada et les vétérans militaires défilent également lors des fêtes nationales telles que le Jour du Souvenir, la Fête de Victoria, la Fête du Canada ou la Fête des Forces canadiennes, ainsi que lors des défilés célébrant les anniversaires de régiments, de groupes-brigades ou d'escadres, ainsi que lors des jours fériés locaux dans les provinces et les grandes villes.   
Enfin, le défilé militaire annuel du "Jour des guerriers" à Toronto est, depuis 1921, un événement traditionnel de l'Exposition nationale canadienne : rassemblant généralement 2 500 militaires des forces armées, il est spécifiquement consacré à la reconnaissance officielle des vétérans des Forces armées canadiennes.  

### Chili

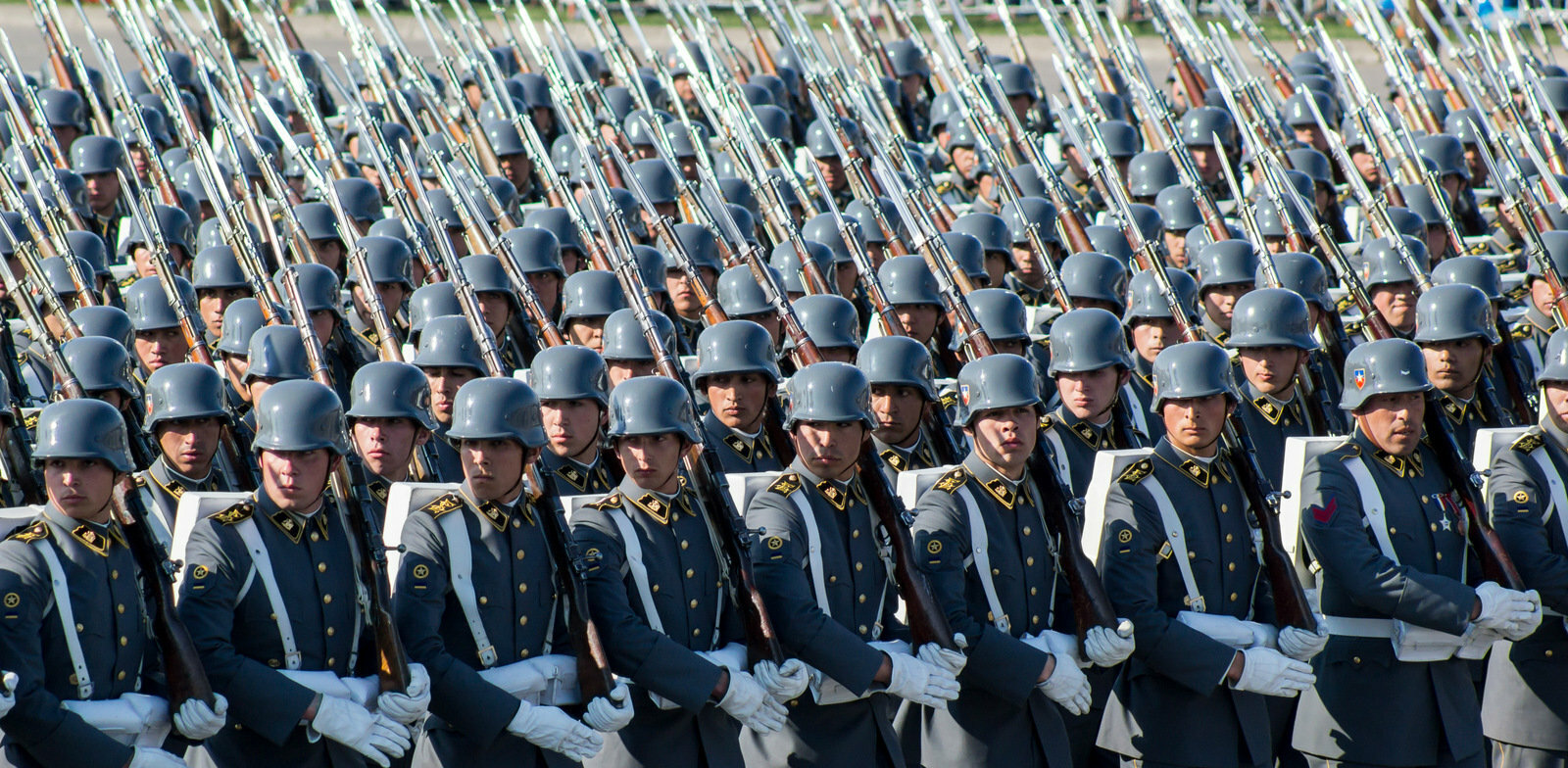
Défilé de l'Ecole des sous-officiers de l'armée de terre chilienne, 19 septembre 2014

Chaque 19 septembre, le "Défilé militaire du Chili" ou le "Grand défilé militaire du Chili" (en espagnol : Gran Parada Militar de Chile ou Parada Militar de Chile) célèbre à la fois le Jour de l'indépendance du Chili et la Journée de l'armée chilienne (Dia de las Glorias del Ejercito). Ce défilé militaire a lieu à Santiago, dans le parc O'Higgins.  
C'est lors du défilé de 1898 que le pas de l'oie a fait son apparition, l'Ecole des sous-officiers de l'armée de terre chilienne étant la première à le pratiquer, sous l'impulsion des instructeurs de l'armée allemande détachés, à cette époque, auprès de l'armée chilienne. La pratique du pas de l'oie deviendra plus tard la norme de l'armée chilienne à partir du défilé de 1901.  
Le défilé a été annulé deux fois dans son histoire :  en 1924, et en 1973 en raison du coup d'état du général Pinochet du 11 septembre 1973. 
Lors du défilé, les unités militaires se succèdent dans l'ordre suivant : les cadets de l'Ecole navale Arturo Prat ; les cadets de l'Ecole de l'air Manuel Ávalos Prado ; les cadets l'Ecole des carabiniers Carlos Ibáñez del Campo ; les cadets de l'Ecole militaire Bernardo O'Higgins. Puis se succèdent les différentes branches de l'armée chilienne en commençant par la Marine chilienne (Armada de Chile), la Force aérienne chilienne (Fuerza Aérea de Chile) ; les Carabiniers du Chili (Carabineros de Chile) et enfin, l'Armée de terre chilienne (Ejercito de Chile). 

### Colombie

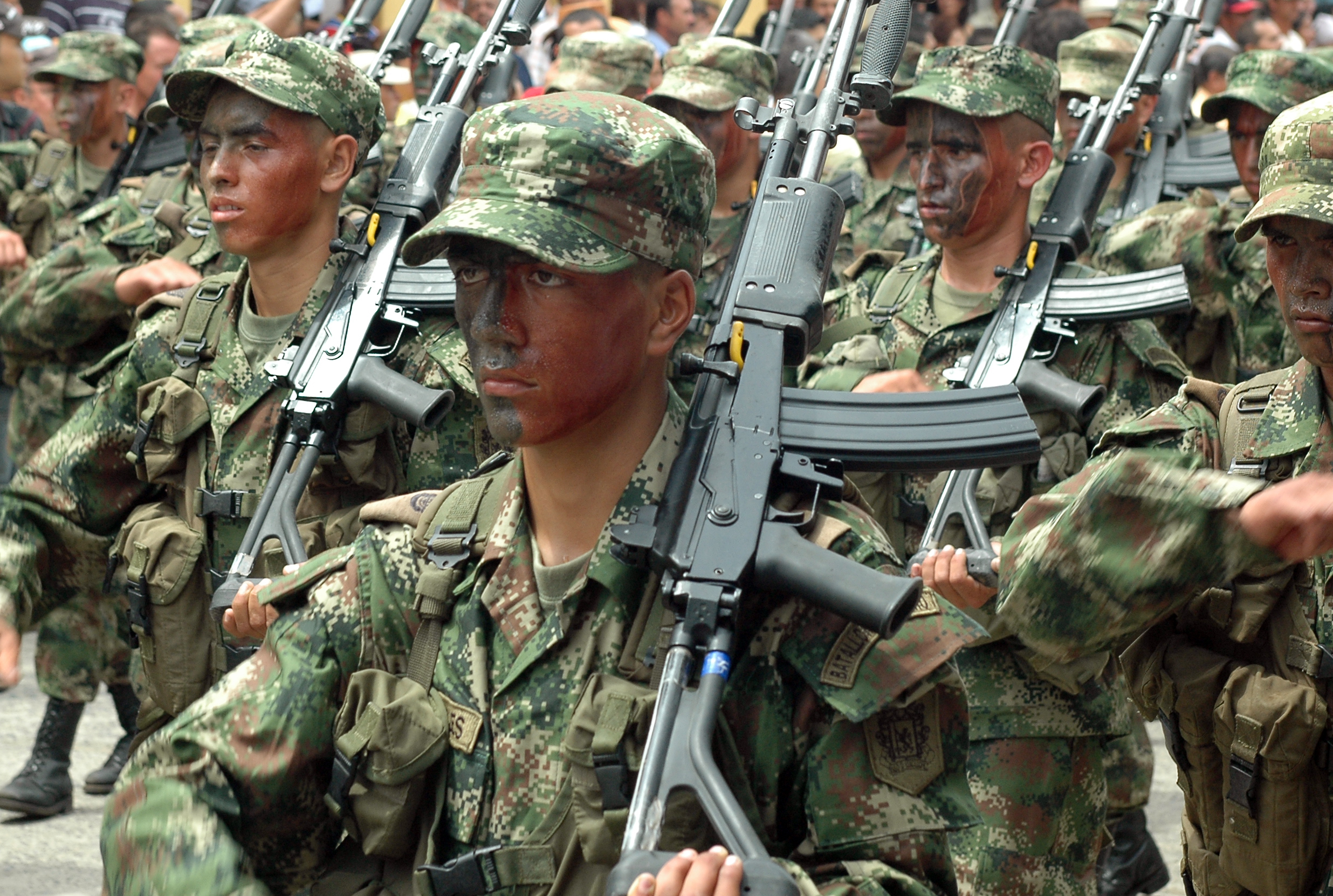
Défilé de l'armée colombienne en 2009

Les Forces militaires de Colombie (en espagnol : Fuerzas Militares de Colombia), défilent chaque année pour célébrer la Fête nationale, le 20 juillet.
Le défilé a lieu à Bogota, capitale du pays. Ce grand défilé militaire a été officiellement institué en 1910. 
Il voit défiler généralement plus de 7 000 personnels appartenant à l'Armée nationale colombienne (Ejército Nacional de Colombia) ; à la Force aérienne colombienne (Fuerza Aérea Colombiana) ; à la Marine nationale colombienne (Armada Nacional Colombiana). Défilent également plus de 3 000 policiers. 
Certaines unités militaires défilent au pas de l'oie, d'autres en trottinant tout en chantant.

### Cuba

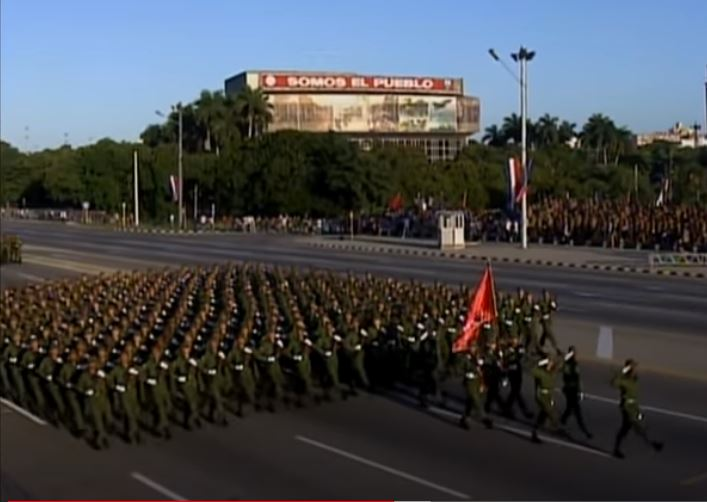
Défilé de l'armée cubaine, 2 janvier 2017, à La Havane

Les Forces armées cubaines, officiellement Forces armées révolutionnaires (en espagnol : Fuerzas Armadas Revolucionarias), ainsi que les forces paramilitaires, défilent chaque 2 janvier pour célébrer la Fête nationale du 1er janvier, à La Havane sur la Place de la Révolution.
D'autres défilés militaires ont lieu pour célébrer certains événements particuliers comme le défilé du 17 avril 2011 pour le 50e anniversaire de la victoire de la Baie des Cochons. 
Le 1er mai est en revanche célébré par un vaste défilé civil.

### États-Unis

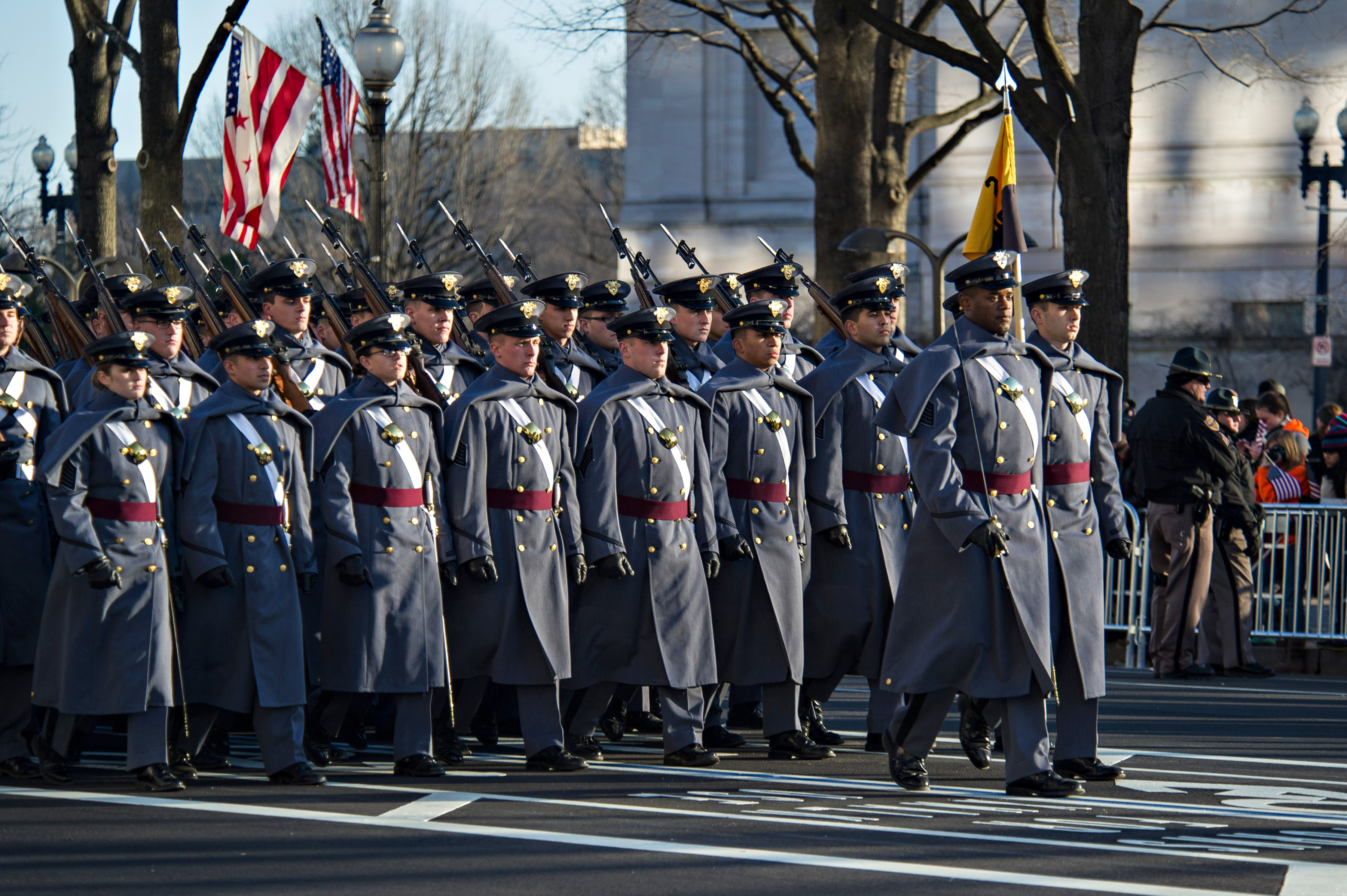
Parade des cadets de l'Académie militaire de West Point, le 21 janvier 2013 à Washington, lors de l'investiture présidentielle de B. Obama

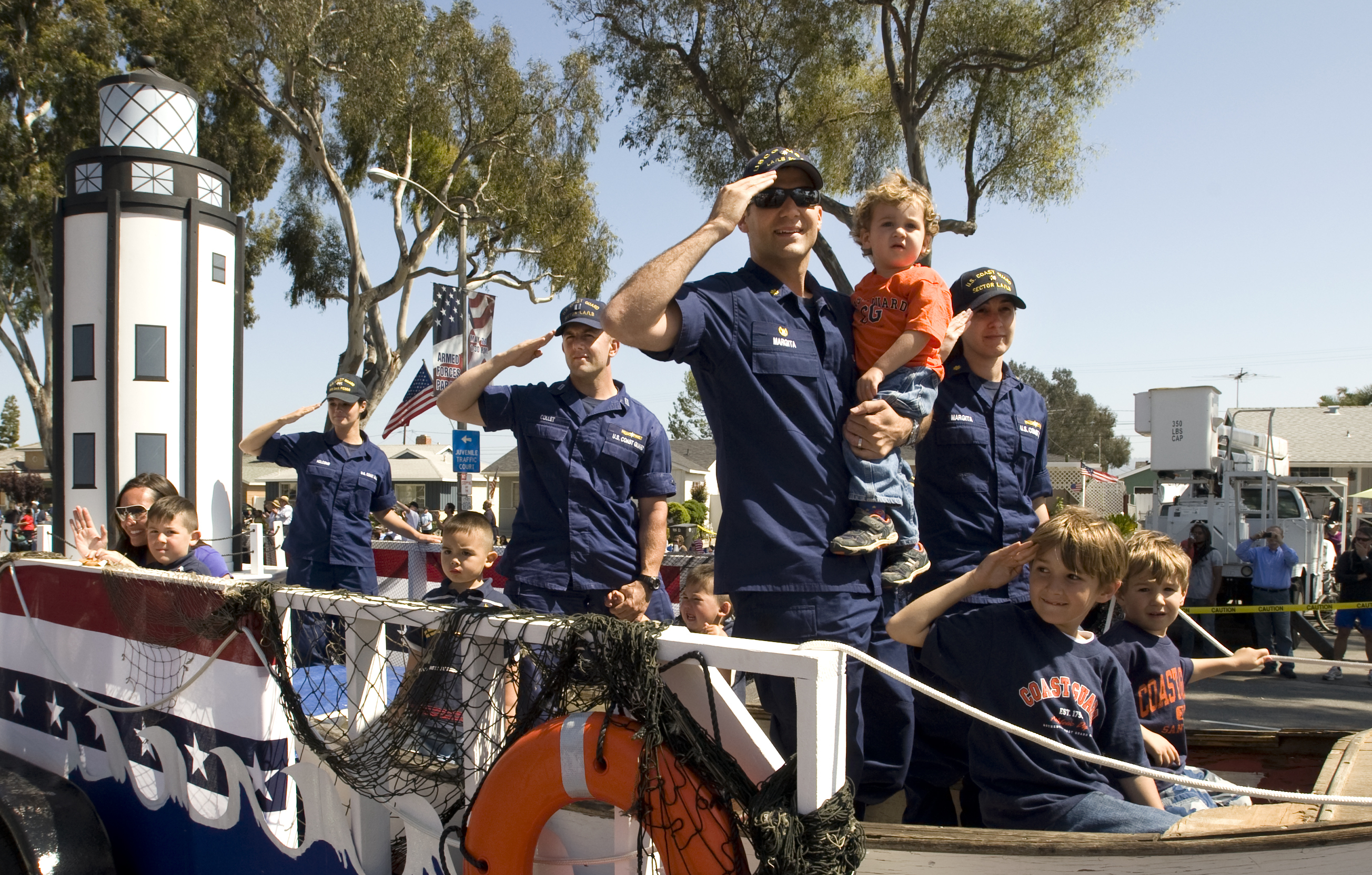
Parade des Coast Guards pour le Armed Forces Day à Torrance (Californie), 21 mai 2011.

Aux États-Unis, la fête nationale américaine (l'Independance Day), célébrée chaque année le 4 juillet, est une fête très patriotique mais sans défilé militaire. 
Le président Donald Trump, s'inspirant du défilé militaire français auquel il avait assisté le 14 juillet 2017, a décidé d'organiser un défilé militaire à Washington le 4 juillet 2019. Mais cette initiative a été décriée par ses adversaires politiques qui y ont vu une dépense d'argent inutile et une tentative d'instrumentalisation politique de la part de Trump. Son successeur Joe Biden n'a pas reconduit l'organisation de ce défilé militaire après son élection.
En revanche, chaque année, est célébrée la Journée des forces armées (Armed Forces Day), le troisième samedi de mai. Observée pour la première fois le 20 mai 1950, cette journée a été créée le 31 août 1949, pour honorer les Américains servant dans les cinq branches militaires américaines : l'US Army, l'US Navy, l'US Marine Corps, l'US Air Force et l'US Coast Guard. A cette occasion des centaines de parades militaires ont lieu à travers les Etats-Unis, généralement là où sont basées des unités militaires, mais ces parades sont d'une ampleur limitée, ont un caractère très festif, et elles associent largement les civils.
Par ailleurs, lors des investitures des présidents des Etats-Unis, une parade a lieu dans les rues de Washington. Toutefois, cette parade n'est pas spécifiquement militaire et elle associe là aussi très largement des civils avec un caractère très festif.

### Mexique

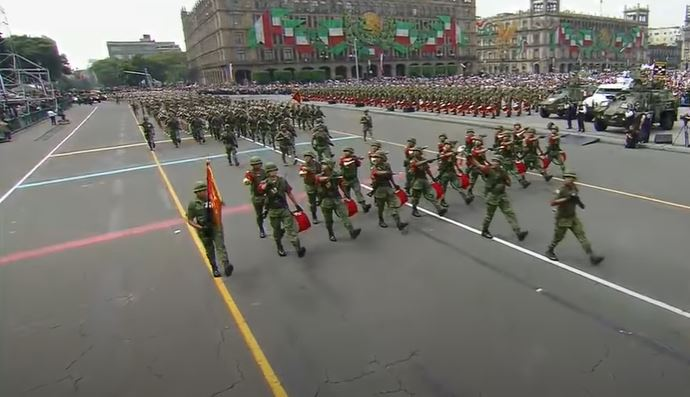
Défilé de l'armée mexicaine, 16 septembre 2019

Chaque 16 septembre, les Forces armées mexicaines défilent pour célébrer la Fête nationale. Le défilé militaire a lieu sur la place du Zócalo à Mexico. 
Le défilé militaire du 16 septembre est une tradition annuelle qui remonte à la fin du XIXe siècle. Tenu chaque année sur la place du Zócalo au cœur de Mexico, ce défilé est le plus grand des différents défilés organisés simultanément dans tout le pays le 16 septembre, jour de l'indépendance du Mexique. Il est présidé par le Président du Mexique. Vu à la télévision et sur Internet, et entendu à la radio, c'est l'un des plus grands événements de l'année. Les trois branches des Forces armées mexicaines (l'armée de terre ou Ejército Mexicano, la marine ou Armada de México, l'armée de l'air ou Fuerza Aérea Mexicana) et de la police fédérale y participent.

### Pérou

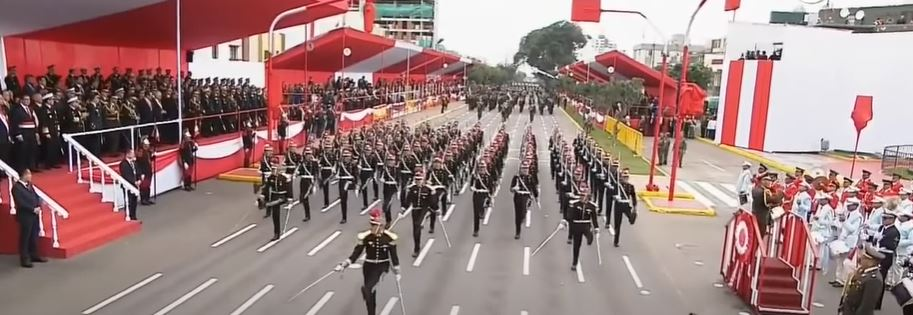
Défilé des élèves officiers de l'Ecole militaire de Chorrillos, 29 juillet 2018.

Les Forces armées péruviennes défilent chaque 29 juillet, au lendemain du Jour de l'indépendance, lors de la Gran Parada Militar.  
Depuis 2010, le défilé se déroule à Lima sur l'Avenida Brasil. Auparavant, le défilé avait souvent lieu au Campo de Marte dans la banlieue de Lima.  
L'armée péruvienne défile généralement au pas de l'oie et en chantant.

### Venezuela

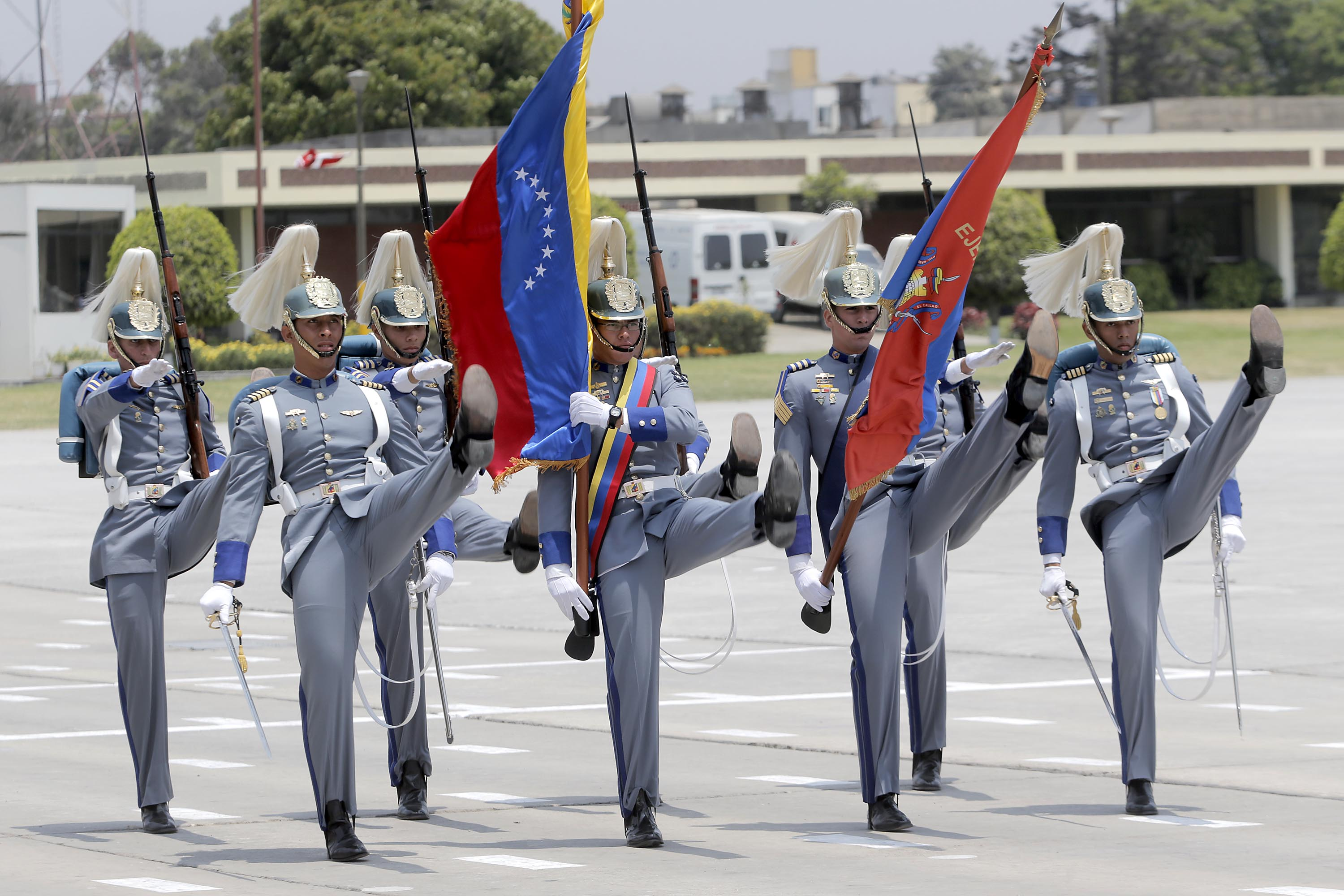
Armée vénézuélienne, lors du 189e anniversaire de la bataille d'Ayacucho en 2013.

Les Forces armées vénézuéliennes (en espagnol : Fuerza Armada Nacional Bolivariana) défilent chaque 5 juillet à Caracas pour célébrer la Fête nationale c'est-à-dire le Jour de l'indépendance du Venezuela. 
De nombreux autres défilés militaires ont lieu lors de commémorations particulières, comme le défilé militaire du 19 avril 2010 pour le bicentenaire de l'indépendance du Venezuela, ou encore le défilé militaire du 24 juin 2021 pour le bicentenaire de la bataille de Carabobo. 
Certaines unités défilent au pas de l'oie, d'autres en trottinant tout en chantant. 

## Défilés militaires en Asie

### Birmanie
La Journée des Forces armées du Myanmar est célébrée chaque année le 27 mars. Connue localement sous le nom de « Tatmadaw Nay », elle commémore les Birmans qui se sont opposés aux Japonais pendant la Seconde Guerre mondiale. La Journée des Forces armées du Myanmar commémore plus particulièrement la résistance de l'armée de 1945 à l'occupation japonaise. L'événement est célébré dans la capitale du Myanmar, Naypyidaw, avec une variété de festivités, dont la plus importante est un défilé militaire.

### Chine populaire

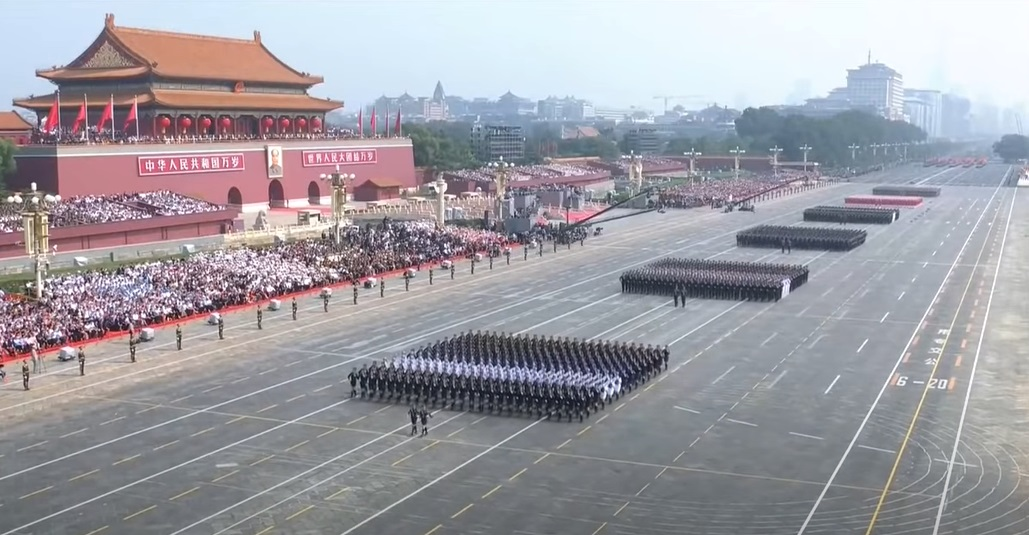
Défilé de l'Armée chinoise pour le 70e anniversaire de la création de la RPC, 2019

En Chine populaire un défilé militaire a lieu le jour de la Fête nationale, chaque 1er octobre, et se tient sur la place Tian'anmen, à Pékin (Beijing).
Les effectifs mobilisés pour le défilé militaire du 1er octobre sont variables. Par exemple le défilé de 2009 a réuni 6 000 soldats de l'Armée populaire de libération, un effectif relativement faible par rapport aux autres défilés. Le défilé militaire de 1999 avait réuni 10 000 soldats. Le défilé de 2019, pour fêter le 70e anniversaire de la création de la république populaire de Chine a réuni un nombre record de 15 000 soldats.
Par ailleurs, en 2015, la Chine populaire a organisé pour la première fois de son histoire un défilé militaire pour célébrer sa victoire sur le Japon le 3 septembre 1945. Le défilé militaire a rassemblé 12 000 soldats.

### Inde

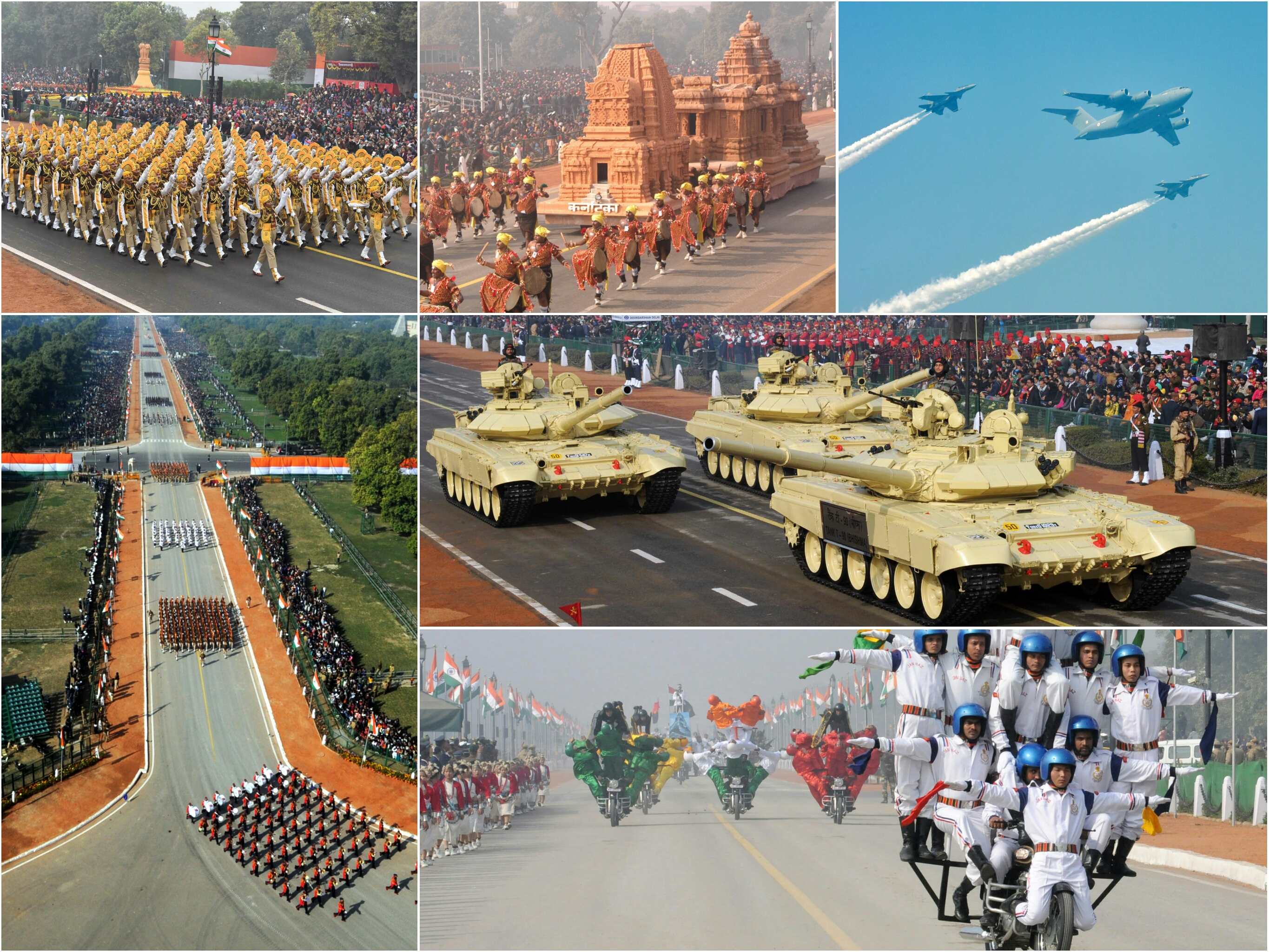
Jour de la République en Inde, chaque 26 janvier

Le défilé militaire du Jour de la République à New Delhi est le plus grand et le plus important des défilés marquant les célébrations du Jour de la République en Inde. Ce défilé militaire a lieu chaque année le 26 janvier sur le Rajpath à New Delhi. C'est l'attraction principale des célébrations du Jour de la République en Inde, qui durent 3 jours. Le défilé présente la capacité de défense de l'Inde mais aussi son héritage culturel et social.
Neuf à douze régiments différents de l'armée indienne, en plus de la marine, et de l'armée de l'air et de leurs troupes défilent dans toutes leurs parures et décorations officielles. Le Président de l'Inde, qui est le commandant en chef des Forces armées indiennes, prend le salut. Douze contingents de diverses forces paramilitaires de l'Inde et d'autres forces civiles participent également à ce défilé. L'un des éléments uniques de la parade est le contingent des forces de sécurité de la frontière montées à dos de chameau, qui est la seule force militaire montée à dos de chameau au monde. 
Outre le défilé militaire, on dénombre de 22 à 30 chars civils présentant la culture des différents États de l’Inde, ainsi que des chars des ministères, des syndicats et des entreprises d’État. Chaque char met en valeur la diversité et la richesse de la culture indienne.

### Indonésie

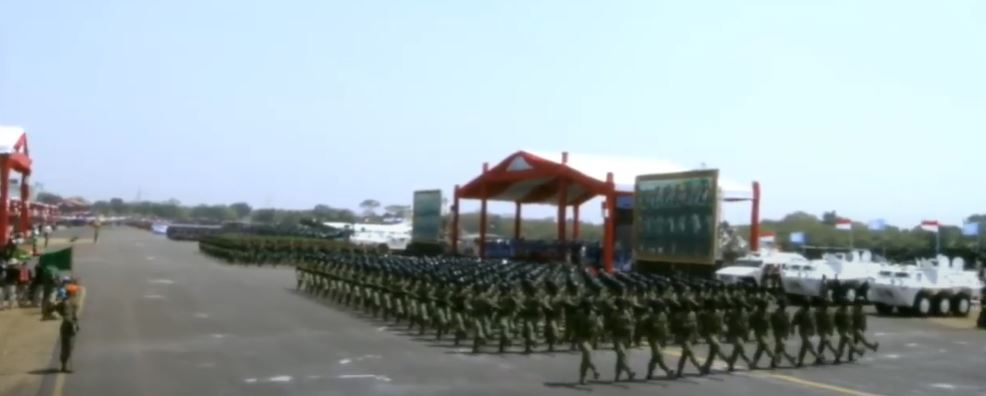
Défilé de l'armée indonésienne, 5 octobre 2019

Les Forces armées indonésiennes défilent chaque 5 octobre pour célébrer le Hari Tentara Nasional Indonesia, c'est-à-dire le Jour de l'Armée nationale indonésienne. C'est en effet le 5 octobre 1945 que l'Armée nationale indonésienne a été créée, quelques semaines après la proclamation de l'indépendance de l'Indonésie le 17 août 1945.
Les troupes défilent sur la base aérienne militaire de Halim Perdanakusuma, à l'est de Djakarta.

### Japon

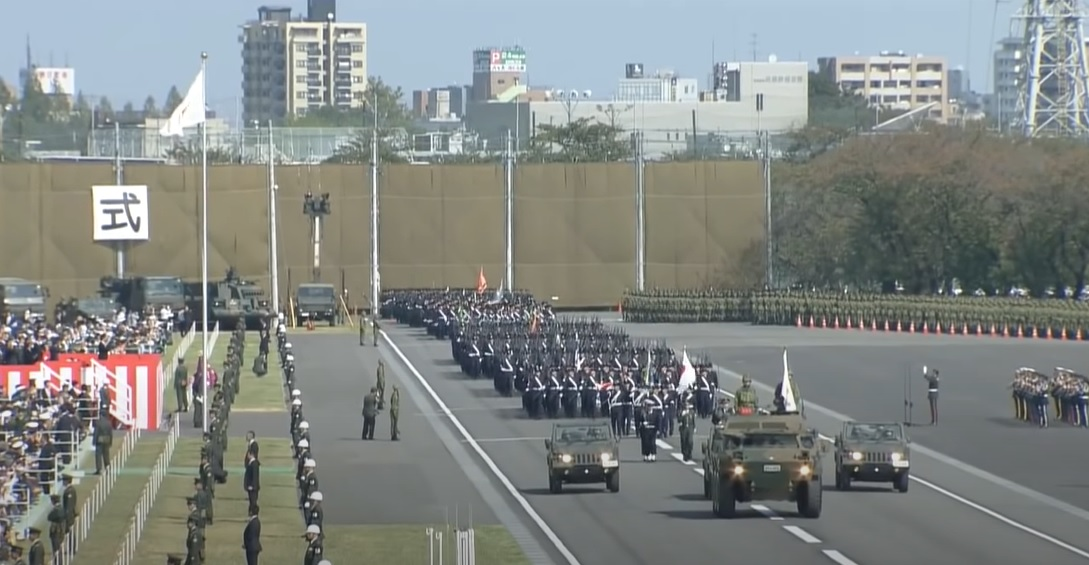
Défilé des Forces japonaises d'autodéfense en 2016

Chaque année, et depuis 1966, les Forces japonaises d'autodéfense (FJA) organisent une Journée des forces armées (自衛隊記念日, Jieitai Kinen'bi). Il n'y a pas de date fixe d'une année à l'autre mais cette journée se déroule généralement vers la mi-octobre. A cette occasion, le plus important défilé militaire de l'année est organisé. 
Lors de la Journée des Forces japonaises d'autodéfense en 2018, environ 4 000 hommes, 250 véhicules blindés et une quarantaine d'avions de combat ont  été mobilisés. 

### Pakistan

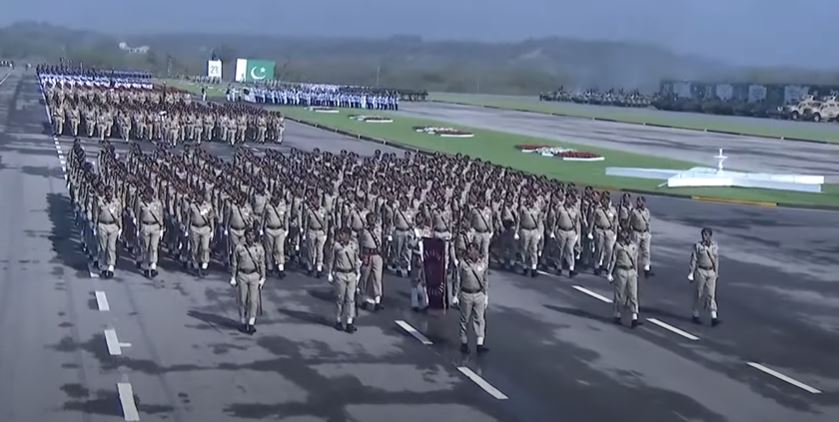
Défilé de l'armée pakistanaise, 23 mars 2018

Les Forces armées pakistanaises défilent chaque année, le 14 août, pour célébrer le Jour de l'indépendance du 14 août 1947 (ourdou : یوم آزادی ; Yāum-e-Āzādi). La date du 14 août est la fête nationale du Pakistan.  
Toutefois, le défilé militaire le plus important et le plus massif est celui que les Forces armées pakistanaises organisent chaque 23 mars, lors du Pakistan Day (ourdou : پاکستان ; Yaum-e-Pakistan) ou Pakistan Resolution Day (ourdou : قرارداد پاکستان, Qarardad-e-Pakistan), qui est une fête commémorant d'une part la Résolution de Lahore du 23 mars 1940, et d'autre part l'adoption de la première constitution du Pakistan du 23 mars 1956, faisant du Pakistan la première république islamique du monde. 
Le défilé du 23 mars mobilise des milliers de soldats. Ces derniers défilent à la "mode britannique", avec un balancement du bras très marqué. Certaines unités défilent aussi en trottinant.  

### Thaïlande

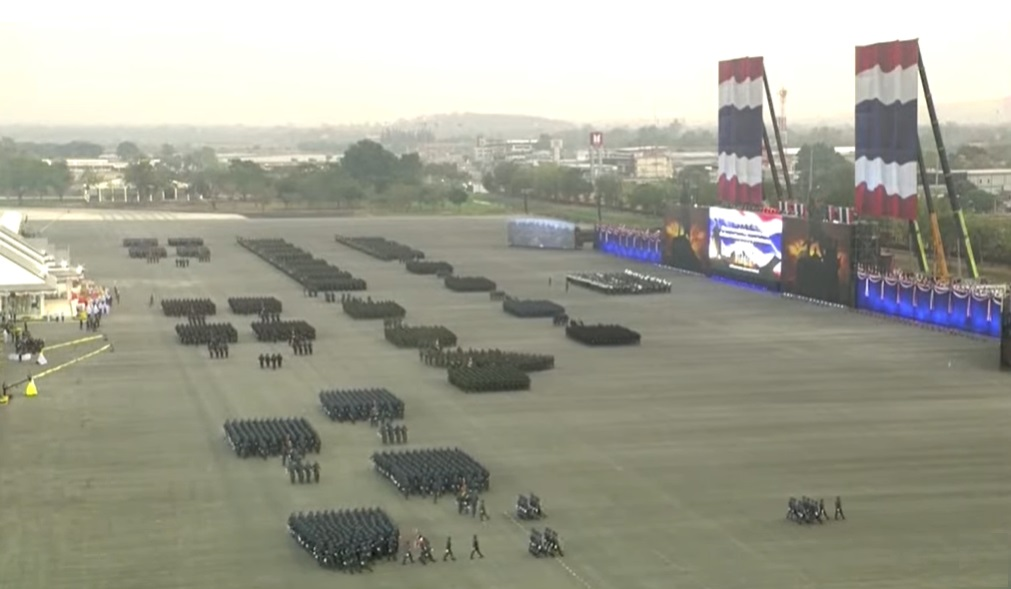
Parade militaire en Thaïlande le 18 janvier 2020

Chaque année le 18 janvier est célébrée la Journée des Forces armées royales thaïlandaises (วันกองทัพไทย). A cette occasion, un vaste défilé militaire réunissant 6 à 7000 hommes des armées de terre, de l'air et de mer du pays est organisé à Bangkok. Le défilé est organisé au quartier général de l'Armée royale thaïlandaise de 10h00 à 11h30, complétée par une célébration au sanctuaire Phra Chai Mongkhon Phum, rendant hommage au roi, suivi d’une cérémonie de dépôt de gerbes au Mur du Souvenir et une célébration bouddhiste.
La date du 18 janvier fait référence à un combat singulier à dos d’éléphant opposant Naresuan (roi du Siam) au prince héritier de Birmanie. Le second fut tué par le premier à Nong Sarai (province de Suphanburi) le 18 janvier 1593. Le Siam (future Thaïlande) ne payant plus son tribut à la Birmanie, celle-ci avait envoyé une armée pour soumettre son vassal. Non seulement le Siam repoussa l’attaque, mais étendit son influence sur une vaste région.

## Défilés militaires en Europe

### Espagne

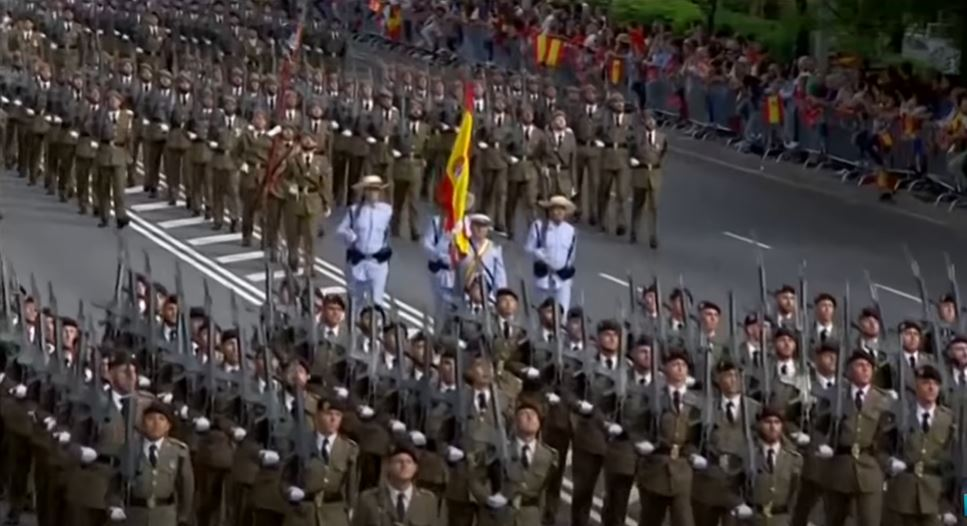
Défilé de l'armée espagnole, le 12 octobre 2019

Chaque année, le Paseo de la Castellana accueille un grand défilé militaire à l'occasion de la Fête nationale espagnole du 12 octobre, date correspondant au jour où Christophe Colomb a découvert l'Amérique (12 octobre 1492).
Les festivités commencent avec l'arrivée du monarque sur la Plaza de Cuzco. Les honneurs militaires sont rendus, suivis du saut en parachute puis de la levée solennelle et hommage au drapeau national. Quand le drapeau est hissé, a lieu un hommage à ceux qui sont tombés pour le pays. Une fois l'hommage rendu, le défilé aérien et terrestre commence. Le point de départ du défilé sera la Plaza de Cuzco. De là, les Forces armées espagnoles défileront jusqu'au point final situé à Nuevos Ministerios[réf. nécessaire] [réf. à confirmer].

### France

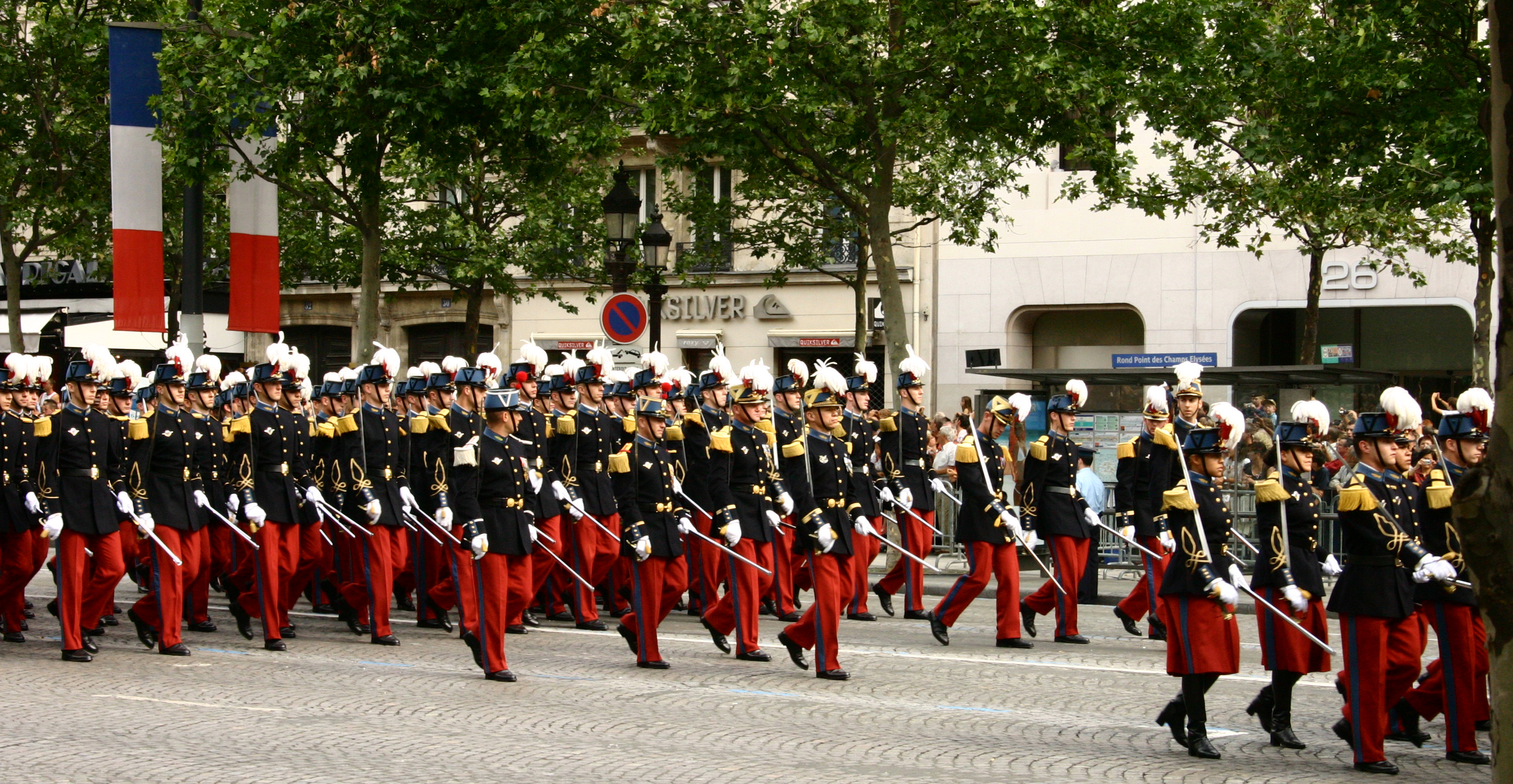
Cadets de Saint-Cyr lors du défilé militaire du 14 Juillet sur les Champs-Élysées, à Paris.

Le défilé militaire du 14 Juillet est une parade militaire française organisée chaque année depuis 1880 à Paris à l'occasion de la fête nationale française. La plus ancienne et la plus imposante en Europe après la parade annuelle de l'Armée russe[réf. nécessaire] sur la place Rouge, cette manifestation militaire invite de nos jours des troupes armées étrangères à défiler aux côtés des armées françaises.
Traditionnellement, le cortège militaire — composé d'unités à pied, montées, motorisées ou encore aériennes — descend l’avenue des Champs-Élysées, de la place de l’Étoile devenue la place Charles-de-Gaulle (en 1970) jusqu'à la place de la Concorde où les militaires saluent le président de la République, son gouvernement ainsi que des personnalités politiques étrangères. D'autres défilés de bien moindre envergure sont également organisés dans d'autres villes de France (Toulon, Belfort, Brest, etc.), pour la même occasion, par des régiments locaux.

### Grèce

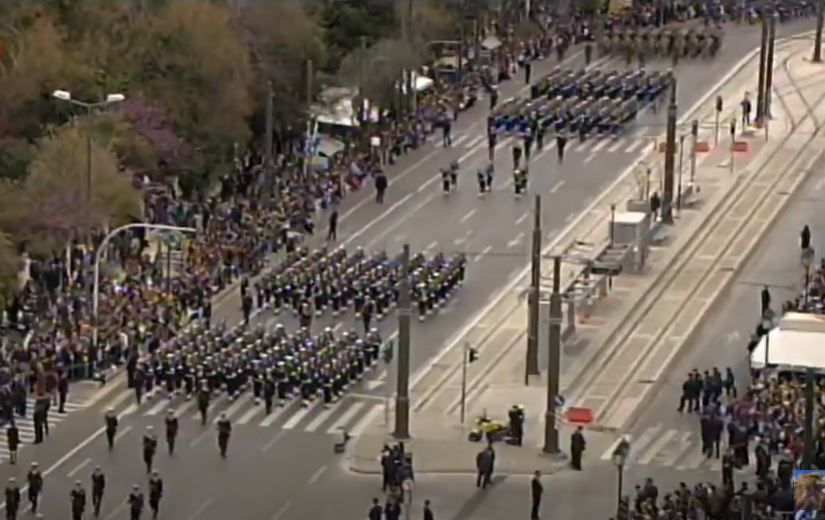
Défilé de l'armée grecque le 25 mars 2018 à Athènes

Un grand défilé militaire a lieu chaque 25 mars à Athènes, jour de la Fête nationale de la Grèce, au cours duquel les Forces armées grecques défilent.
Originellement, le défilé était organisé sur l'avenue Mitropoleos à Athènes, allant du Palais Royal, à la Cathédrale d'Athènes. À partir de 1875, les parades militaires se firent devant le Palais Royal, place Syntagma. En 1899, les étudiants de l'Université Capodistrienne et de l'École Polytechnique forment une partie du défilé. Les scouts sont autorisés à défiler à partir de 1925. En 1932, le trajet du défilé est sensiblement modifié : il a désormais lieu sur l'avenue de la Reine Sophie jusqu'au Palais Royal et la tombe du Soldat Inconnu. Entre 1936 et 1941, les organisations nationalistes comme l'Organisation nationale de la Jeunesse (EON) paradent également devant le Premier Ministre Ioannis Metaxás et le roi Georges II. Les défilés militaires prennent une importance considérable durant la dictature des Colonels, qui ajoutent d'ailleurs le 21 avril (en référence à leur coup d'État du 21 avril 1967) comme « fête nationale officieuse. » Arès la chute de la junte militaire en 1974, l'armée perd le monopole du défilé auquel s'ajoutent désormais également des étudiants, des sapeurs-pompiers et des infirmières.
Le défilé du 25 mars 2021, présenté à la télévision grecque par l'animateur Nikos Aliagas, a eu pour invités d'honneur le prince Charles ainsi que Florence Parly, ministre des Armées. La France et la Grande-Bretagne ont en effet joué un rôle majeur durant la guerre d'indépendance grecque (1821-1829).

### Italie

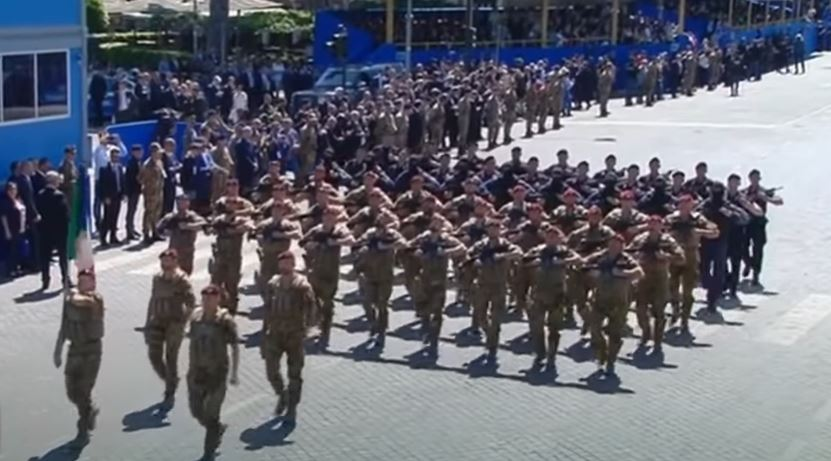
Défilé de l'armée italienne, le 2 juin 2019

Les Forces armées italiennes défilent chaque année à Rome, le 2 juin, pour les célébrations de la Fête de la République italienne. Le défilé est un des symboles du 2 juin. Il a été organisé pour la première fois en 1948 pour célébrer le deuxième anniversaire de la République.
Le défilé militaire mobilise environ 4 000 personnels militaires et civils, un nombre proche de celui du défilé militaire français du 14 juillet.
La parade est ouverte par une délégation des maires, suivie d'une délégation de l'Arme des Carabinieri, des drapeaux des Forces armées et de la Garde des finances, des étendards des régions, des provinces et des communes italiennes, des étendards des associations d'anciens combattants et d'armes.
Ensuite, défilent les drapeaux des organismes internationaux et multinationaux, puis les athlètes du Groupe sportif paralympique de la Défense et des groupes sportifs, une compagnie mixte interarmées « réserve sélectionnée », les anciens combattants, une représentation du personnel civil de la Défense et les athlètes des groupes sportifs olympiques.
Arrivent ensuite les unités de l'armée de Terre, de la Marine militaire, de l'armée de l'Air, de l'Arme des Carabinieri, ainsi que les corps militaires et auxiliaires de l'Etat : la Garde des finances, une compagnie mixte des instituts de formation, une compagnie du corps militaire de la Croix-Rouge italienne, une des infirmières bénévoles de la Croix-Rouge et une compagnie de l'Ordre souverain militaire de Malte.
Enfin, le défilé est dédié aux corps armés et non armés de l'Etat : le personnel pénitentiaire, la Police nationale, les pompiers, les bénévoles de la Croix-Rouge italienne, le service civil, le corps de police de la capitale Rome, la protection civile et un véhicule historique des pompiers. 
En conclusion du défilé, comme le veut la tradition, défilent la fanfare de la brigade Garibaldi et une compagnie du 8e régiment bersaglieri. Les célébrations sont clôturées par le survol des Frecce Tricolori. 

### Royaume-Uni

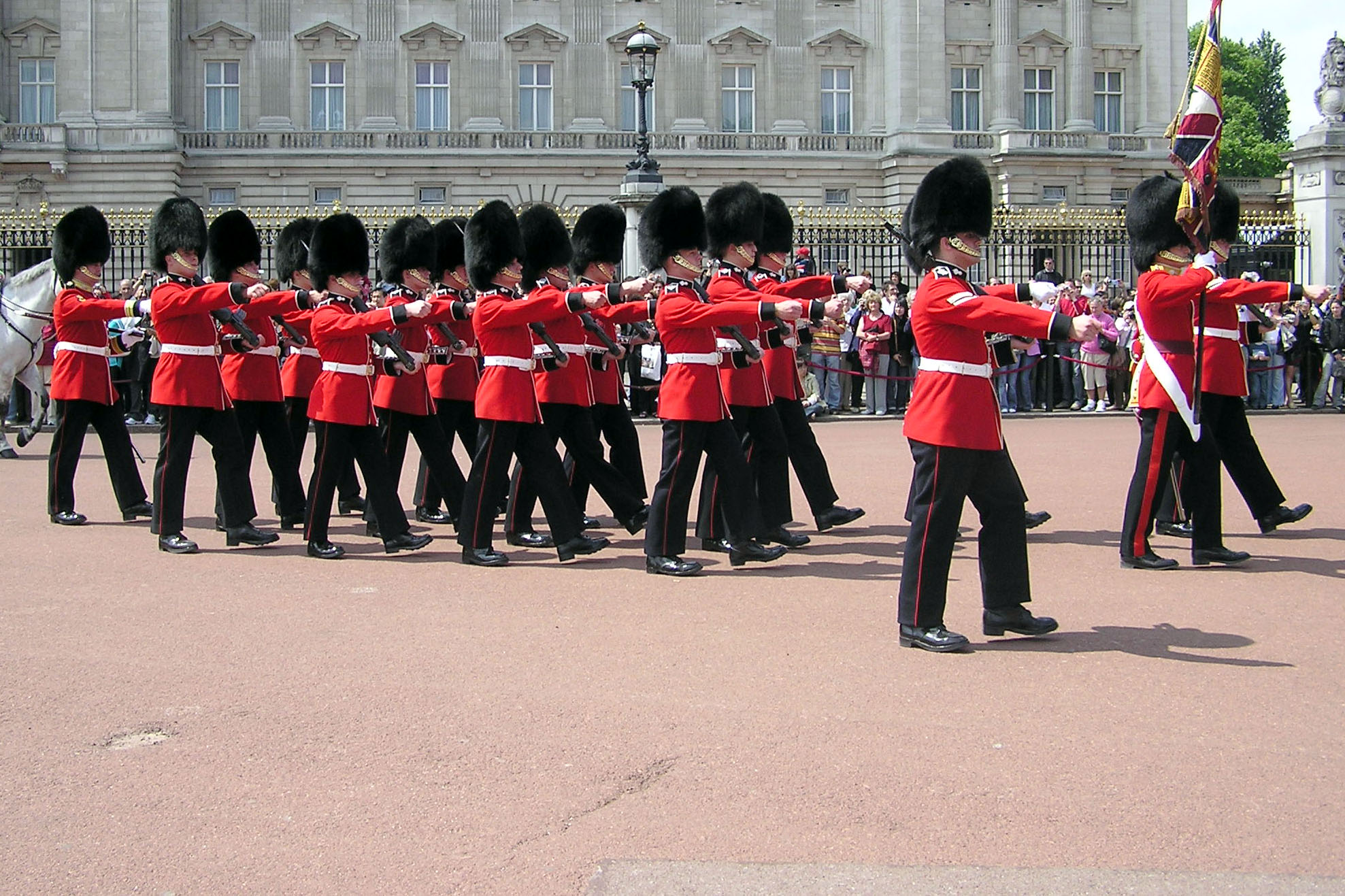
Les Grenadier Guards en parade devant Buckingham Palace, London

Au Royaume-Uni, il n'existe pas de défilé militaire annuel au niveau national.  
En revanche, à Londres, les unités cérémonielles traditionnelles qui remplissent des fonctions publiques (les Grenadier Guards par exemple) participent à des défilés militaires tels que le Trooping the Colour et des défilés spéciaux pendant les années jubilaires du monarque. La Household Cavalry effectue traditionnellement des passes au trot en formation montée, avec la King's Troop, la Royal Horse Artillery.  
Le personnel des Forces armées britanniques, les organisations de cadets, la Royal British Legion et les organisations d'anciens combattants défilent également pendant les fêtes nationales telles que le jour du Souvenir ou le Jour des forces armées (Armed Forces Day) le 25 juin. Les défilés de distribution de dons, organisés dans les établissements de formation des forces armées, sont également courants. 

### Russie

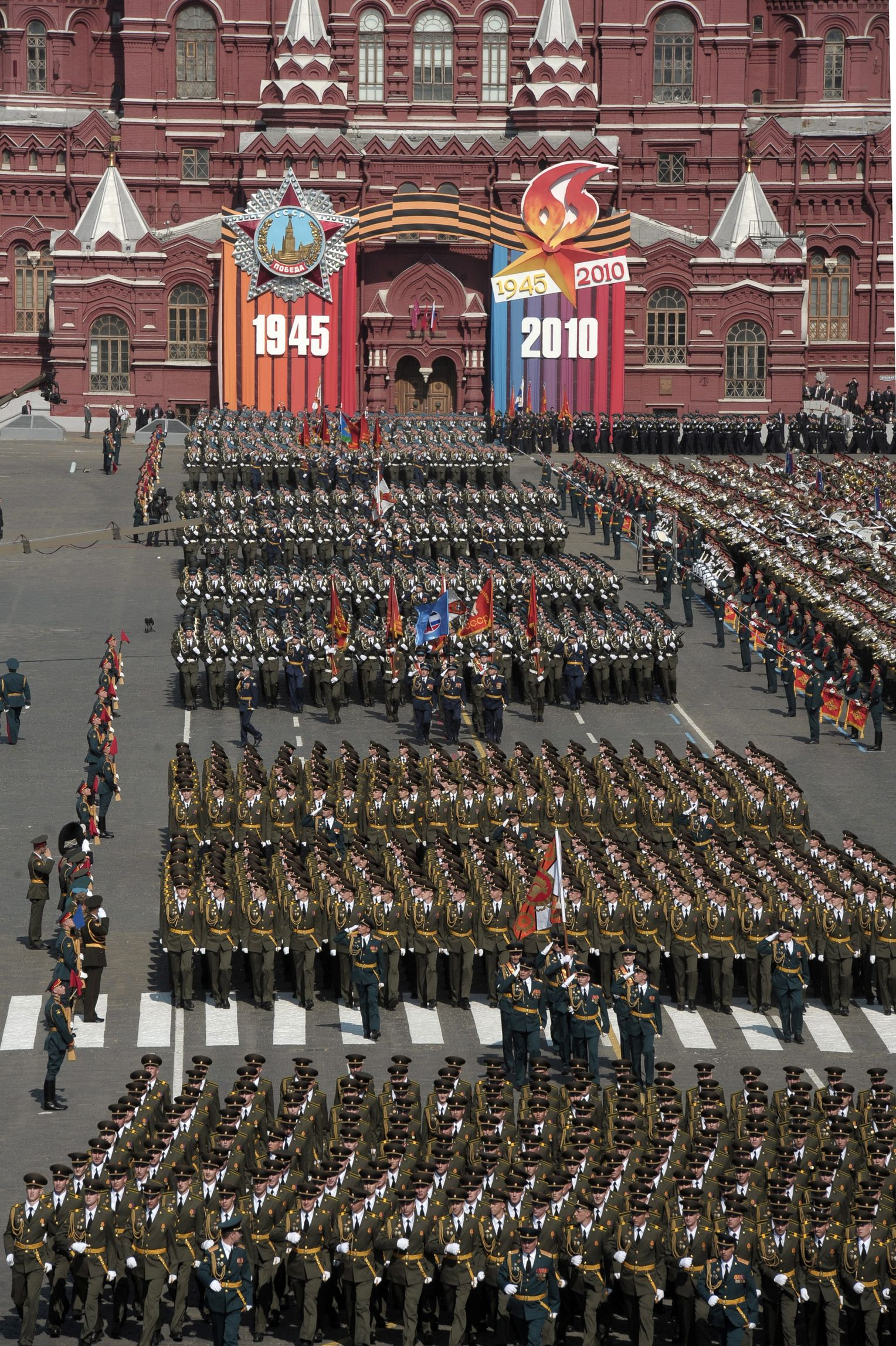
Défilé militaire du Jour de la Victoire 2010

Le 9 mai 2010 a eu lieu le défilé militaire du Jour de la Victoire (russe : День Победы / Dien' Pobiedy) célébrant le 65e anniversaire de la victoire soviétique sur le Troisième Reich, mettant un terme à la Seconde Guerre mondiale en Europe.
C'est la plus grande parade qui a eu lieu à Moscou depuis la fin de l'URSS. C'est également la première fois que des troupes étrangères, les Alliés (France, Royaume-Uni et les États-Unis), la Pologne ainsi que l'Azerbaïdjan, l'Arménie, la Biélorussie, le Kazakhstan, le Kirghizistan, le Tadjikistan, le Turkménistan et l'Ukraine (qui représentaient les anciennes républiques soviétiques) défilaient sur la Place Rouge au côté des troupes russes.
Les célébrations à Moscou ont coûté 1,3 milliard de roubles (34 millions d'euros).

#### Union soviétique

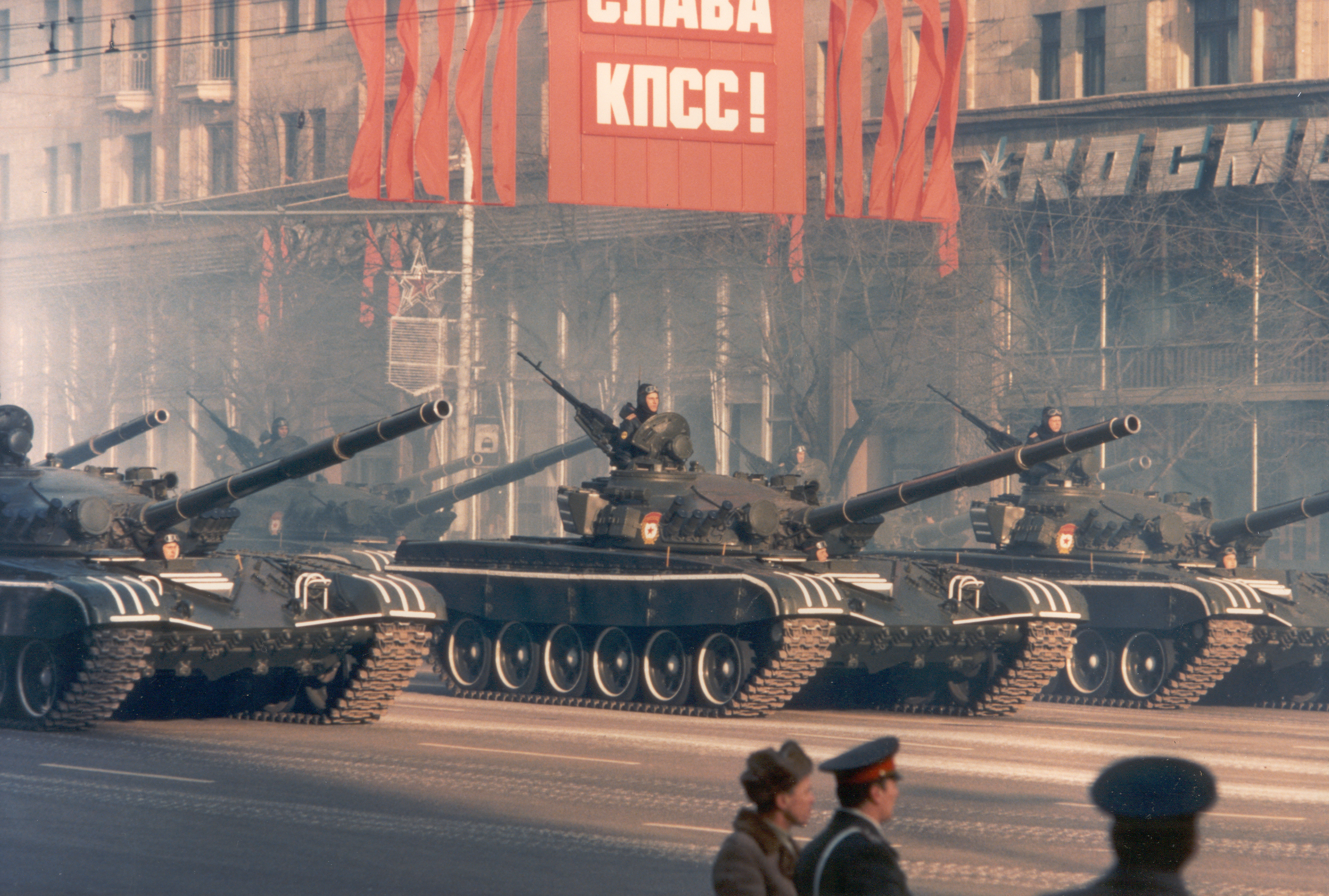
Défilé militaire à Moscou en 1983

L'une des dernières parades militaires d'URSS date de 1990. Elle célébrait l'année 1917.

### Ukraine
En Ukraine, depuis la chute de l'URSS, l'Ukraine fête la date d'indépendance vis-à-vis de cette dernière, le 24 août, par un défilé militaire, pour célébrer le Jour de l'Indépendance. Le défilé n'a pas toujours été constant, mais les ukrainiens semblent y être attachés, l'annulation du défilé de 2019 et 2020 ayant provoqué des contestation. Il est de retour en 2021.

## Défilés militaires au Moyen-Orient

### Turquie

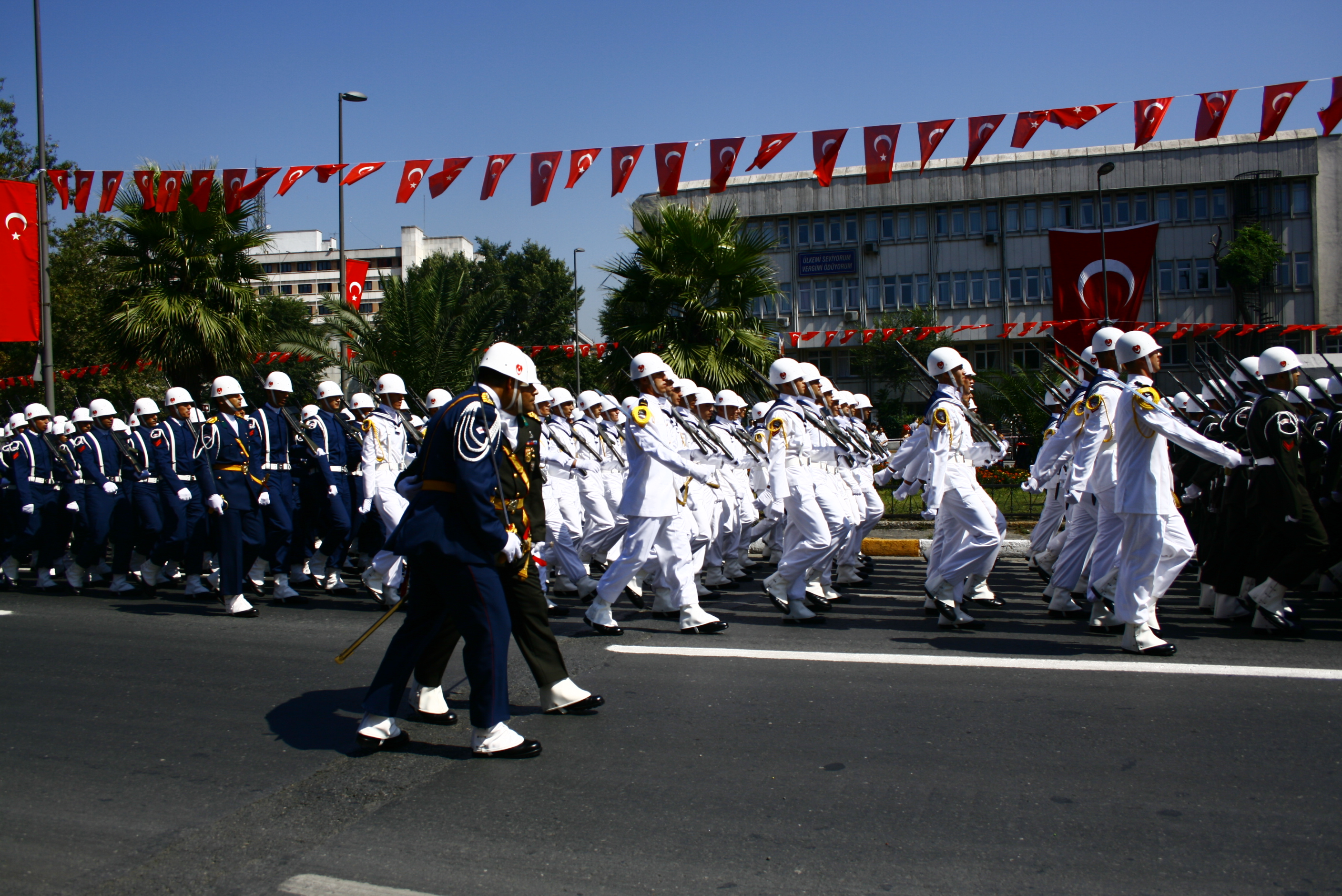
Parade du Victory Day (Zafer Bayramı) à Istanbul

Des défilés et parades militaires ont lieu en Turquie, le 29 octobre, jour de la fête de la république (Cumhuriyet Bayrami) qui célèbre la proclamation de la république turque du 29 octobre 1923.
Des défilés militaires ont également lieu le 30 août, jour de la fête de la victoire (Zafer Bayrami) qui célèbre le 30 août 1922 où les forces turques ont été victorieuses des armées grecques.

## Défilés militaires en Afrique

### Afrique du Sud

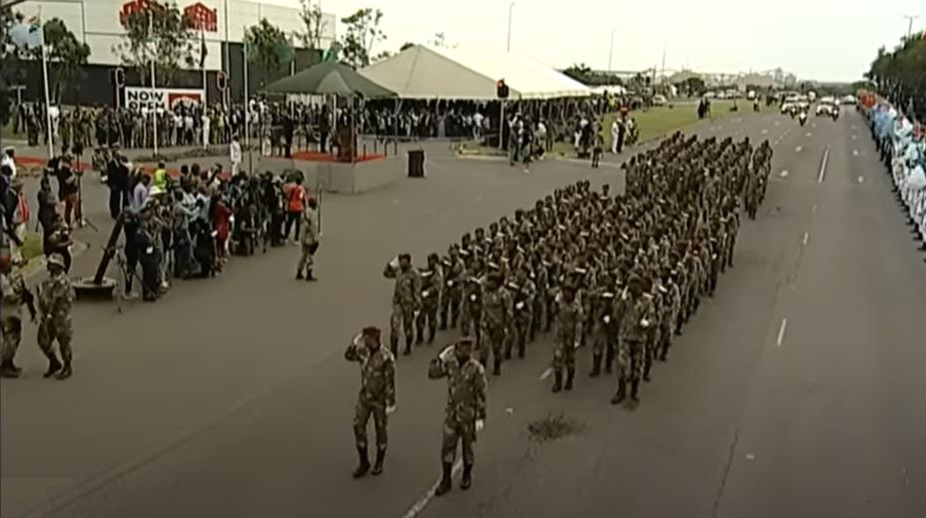
Défilé de l'armée sud-africaine le 21 février 2023.

La Journée des Forces armées en Afrique du Sud est célébrée chaque année le 21 février par un défilé militaire à Pretoria. La Journée des Forces armées a été officialisée par le président Jacob Zuma en 2012. 
La date du 21 février commémore la pire tragédie navale de l'histoire du pays, à savoir le naufrage du navire transport de troupes SS Mendi dans la Manche, au sud de l'île de Wight, le 21 février 1917. Ce jour-là, 616 soldats du South African Native Labour Corps (travailleurs noirs de l'armée sud-africaine) se sont noyés lorsque le navire a été accidentellement éperonné par le navire de commerce SS Darro alors qu'il se rendait en France pour participer en tant qu'allié à la Première Guerre mondiale.